# Carburo di boro
Il carburo di boro (formula bruta: B4C) è una molecola che in condizioni normali costituisce aggregati di materiale ceramico estremamente duro, e per questo viene usato nella corazza di alcuni tipi di carrarmato, nei giubbotti antiproiettile e in numerose applicazioni industriali. Con una durezza di 9,3 sulla scala di Mohs, è il quinto materiale più duro noto, dietro il nitruro di boro, il diamante, la fullerite ultradura, ed i nanotubi di diamante aggregati.

## Storia
Scoperto nel XIX secolo come un sottoprodotto delle reazioni che avvengono tra boruri metallici, il materiale venne studiato scientificamente solo dagli anni trenta. Attualmente è prodotto industrialmente per la riduzione carbo-termica del B2O3 (triossido di diboro) nel forno elettrico ad arco.
La stechiometria della reazione è la seguente:
2 B2O3 + 7 C → B4C + 6 CO

## Struttura

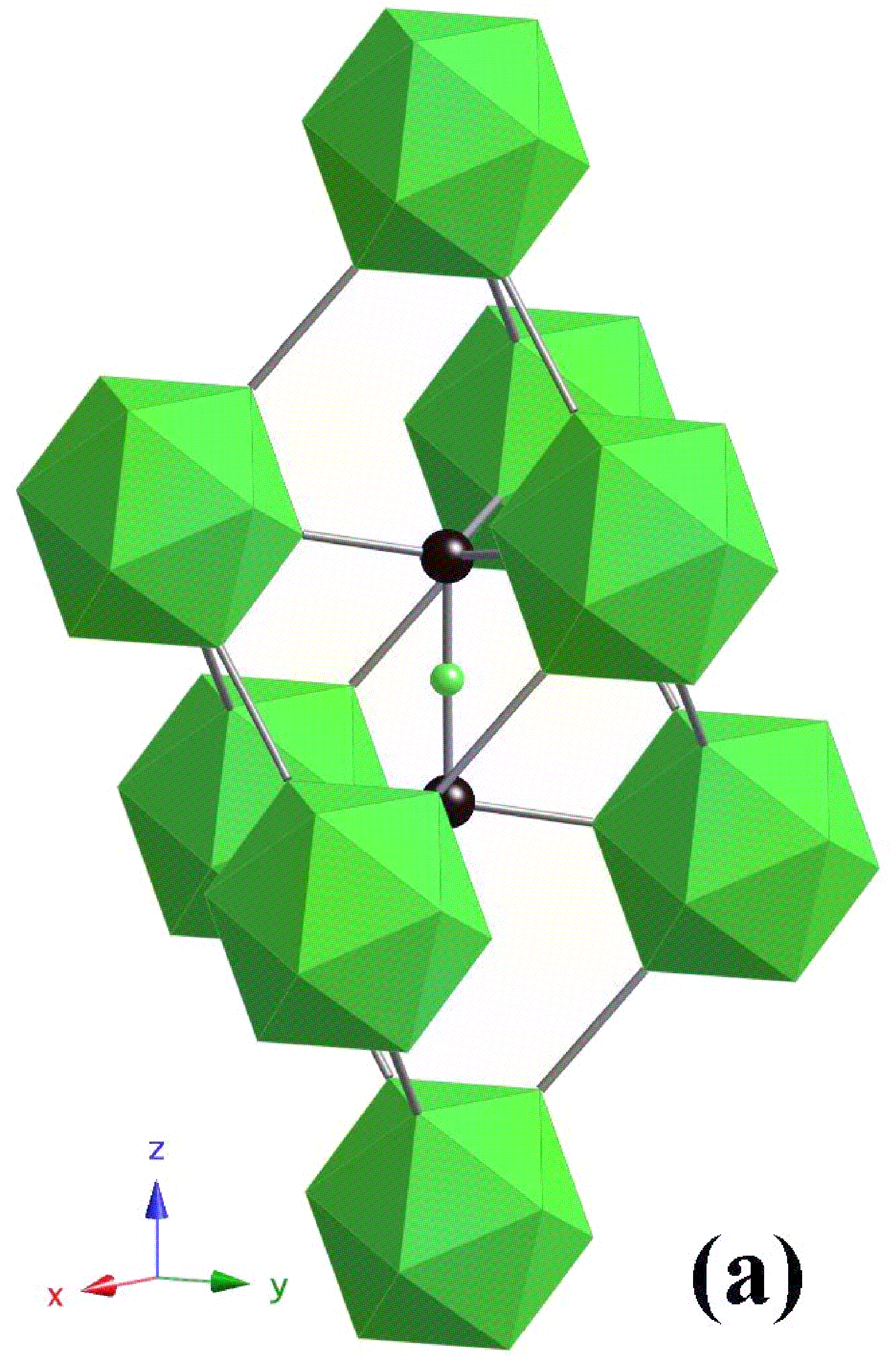
Cella cristallina di B_{4}C. La sfera verde e gli icosaedri rappresentano atomi e gruppi di atomi di boro, le sfere nere rappresentano atomi di carbonio.

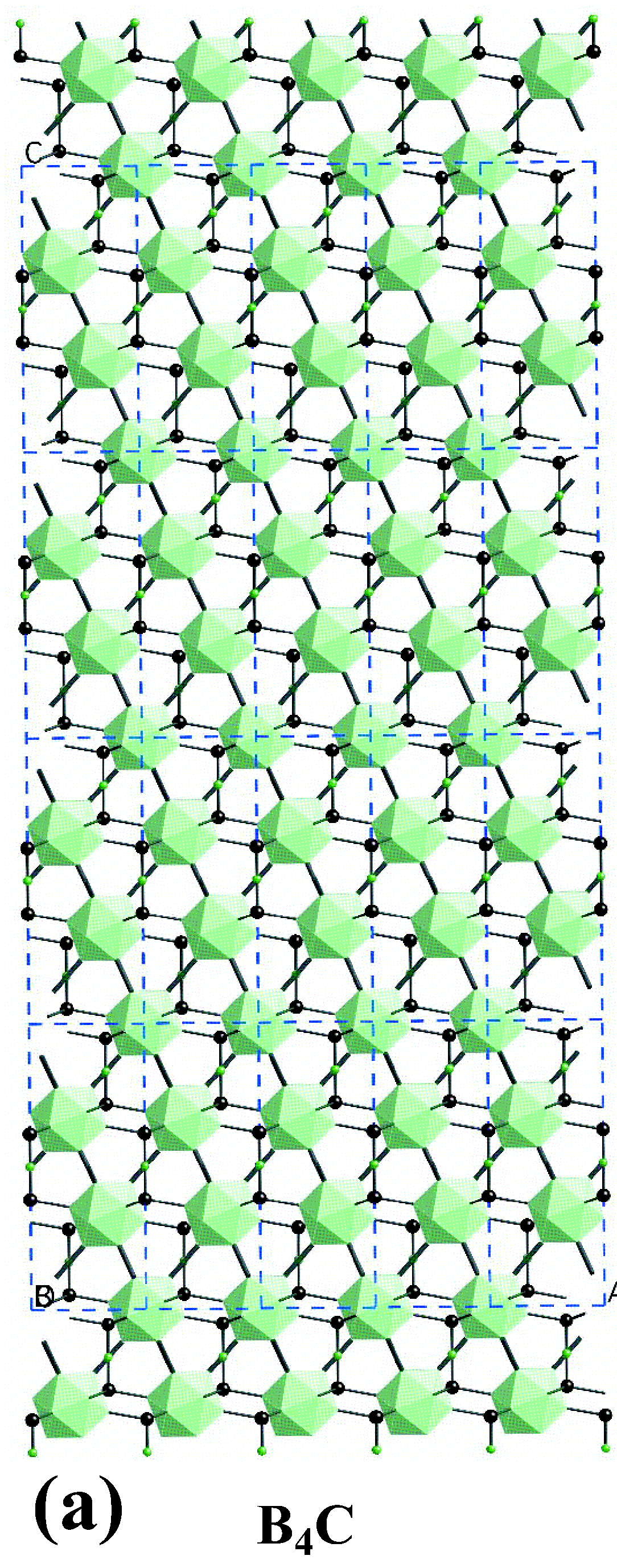
Frammento della struttura cristallina di B_{4}C.

Il carburo di boro possiede una struttura complessa a icosaedro tipica dei boruri metallici in cui gruppi di 12 atomi di boro disposti ai vertici di un icosaedro formano un reticolo romboedrico (gruppo di simmetria R3m N. 166, costanti di cella a = 0.56 nm e c = 1.212 nm) che circonda una catena C-B-C sita al centro della cella elementare dove ciascuno degli atomi di carbonio è legato a tre icosaedri vicini.

La struttura è a strati: gli icosaedri di B12 e gli atomi di carbonio formano reti planari che sono disposte parallelamente al piano c e impilate lungo l'asse c.

Il reticolo possiede due strutture di base: a icosaedri B12 e a ottaedri B6. Per via delle minori dimensioni, gli ottaedri di B6 non si legano agli icosaedri del medesimo piano ma con quelli dei piani adiacenti, questo diminuisce le forze di legame nel piano c.
Per via delle unità strutturali B12 la formula chimica del carburo di boro "ideale" viene spesso scritta non come B4C, ma come B12C3 e la carenza di carbonio descritta in termini di una combinazione tra unità B12C3 e B12C2.

## Proprietà
La sua capacità di assorbire i neutroni senza formare radio-nuclidi a lunga emivita radioattiva rende il materiale particolarmente appropriato come assorbitore della radiazione neutronica che viene emessa dai reattori delle centrali nucleari. Le applicazioni nucleari del carburo di boro comprendono il rivestimento del reattore, le barre di controllo ("control rods") ed il contenimento dei "pellet" di combustibile nucleare.

### Caratteristiche tecniche principali
| densità                                | DIN EN 623-2 ρ [g/cm3]    | >2,48                                        |
| porosità                               | DIN EN 623-2 P [%]        | <0,5 (diam. medio granulo [µm] <15)          |
| durezza Vickers                        | DIN EN 843-4 HV 1 [GPa]   | 31                                           |
| durezza Knoop                          | DIN EN 843-4 HK 0,1 [GPa] | 29                                           |
| modulo di Young                        | DIN EN 843-2 E [GPa]      | 420                                          |
| modulo di Weibull                      | DIN EN 843–5 m            | 15                                           |
| resistenza alla flessione              | DIN EN 843-1 σB [MPa]     | 450                                          |
| resistenza alla compressione           | σD [MPa]                  | >2800                                        |
| rapporto di Poisson                    | v                         | 0,15                                         |
| tenacità alla frattura                 | (SENB) Klc [MPa·m^0,5]    | 5                                            |
| coefficiente di espansione termica     | DIN EN 821-1 α[10-6/K]    | 4,5 (20 °C – 500 °C) - 7,2 (500 °C -1000 °C) |
| calore specifico a 20 °C               | DIN EN 821-3 cp[J/gK]     | 1                                            |
| conducibilità termica a 20 °C          | DIN EN 821-2 λ[W/mK]      | 40                                           |
| resistenza elettrica specifica a 20 °C | DIN EN 50359 ρ(Ω/cm)      | 1                                            |
| velocità del suono                     | [m/s]                     | 10920                                        |

## Applicazioni
- Corazza in piastre anti-balistica personale e per veicoli, piastre protettive addizionali da inserire nei vestiti, adatte a fermare pallottole di piccolo calibro.
- Ugelli che sparano polveri di silicio o alluminio in pressione (anche sabbia) per pulire superfici come statue in marmo o metalli.
- Ugelli che spruzzano getti di acqua da taglio ad alta pressione.
- Rivestimenti resistenti ai graffi ed al usura.
- Utensili da taglio e manifattura di stampi.
- Abrasivi come quelli impiegate nella mola diamantata o smeriglio ruotante.
- Assorbitori di neutroni in molti tipi di reattore nucleare.
- È stato usato per seppellire il reattore nucleare di Chernobyl